# Cephalotes depressus
Cephalotes depressus är en myrart som först beskrevs av Johann Christoph Friedrich Klug 1824.  Cephalotes depressus ingår i släktet Cephalotes och familjen myror. Inga underarter finns listade.

## Bildgalleri

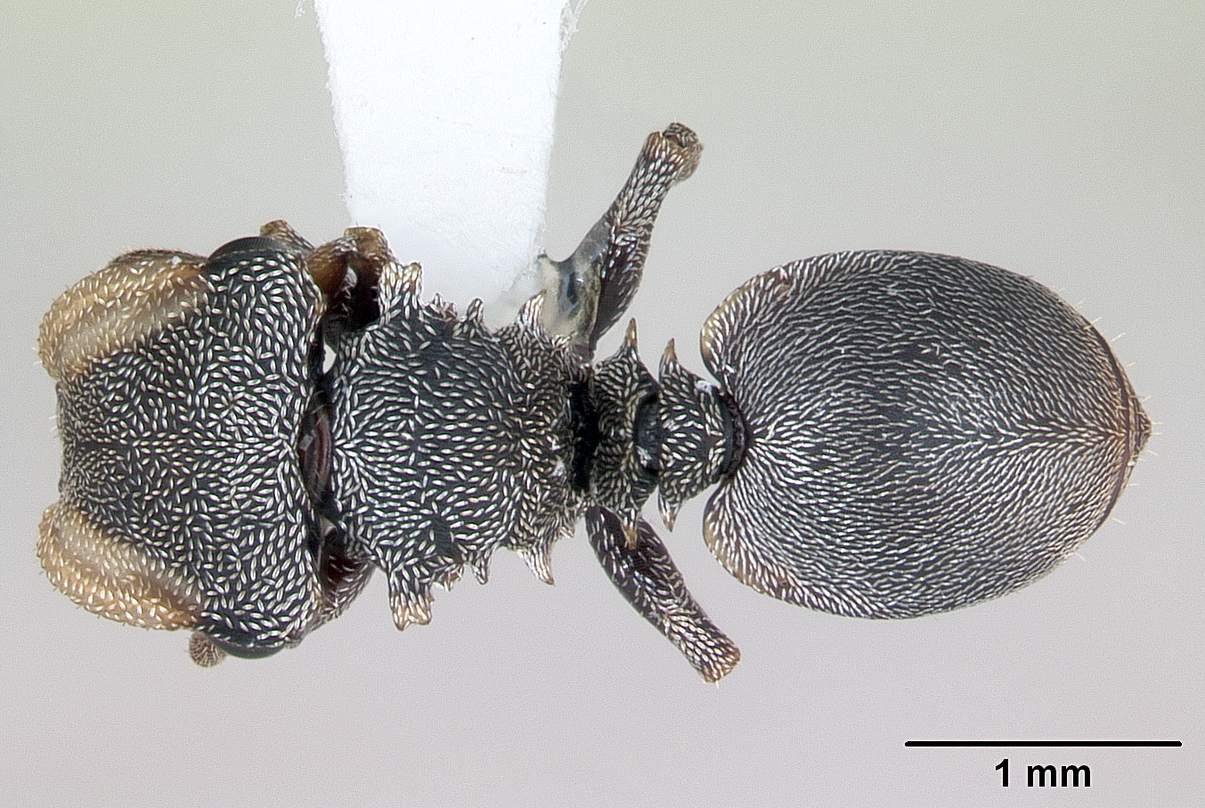
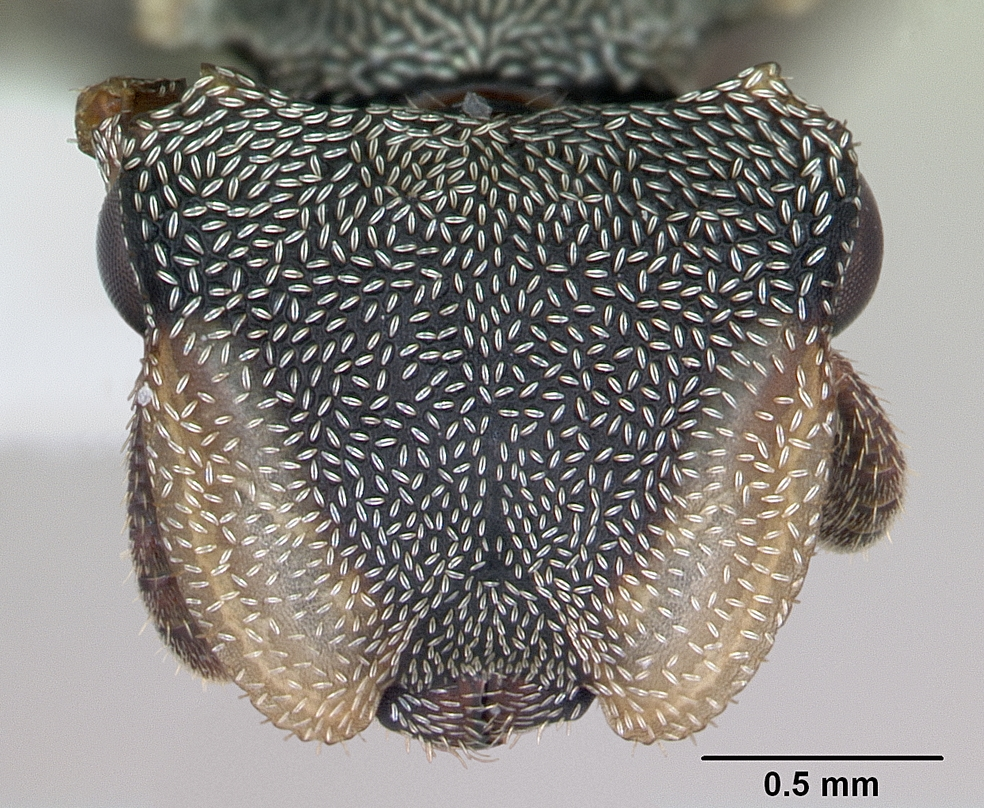
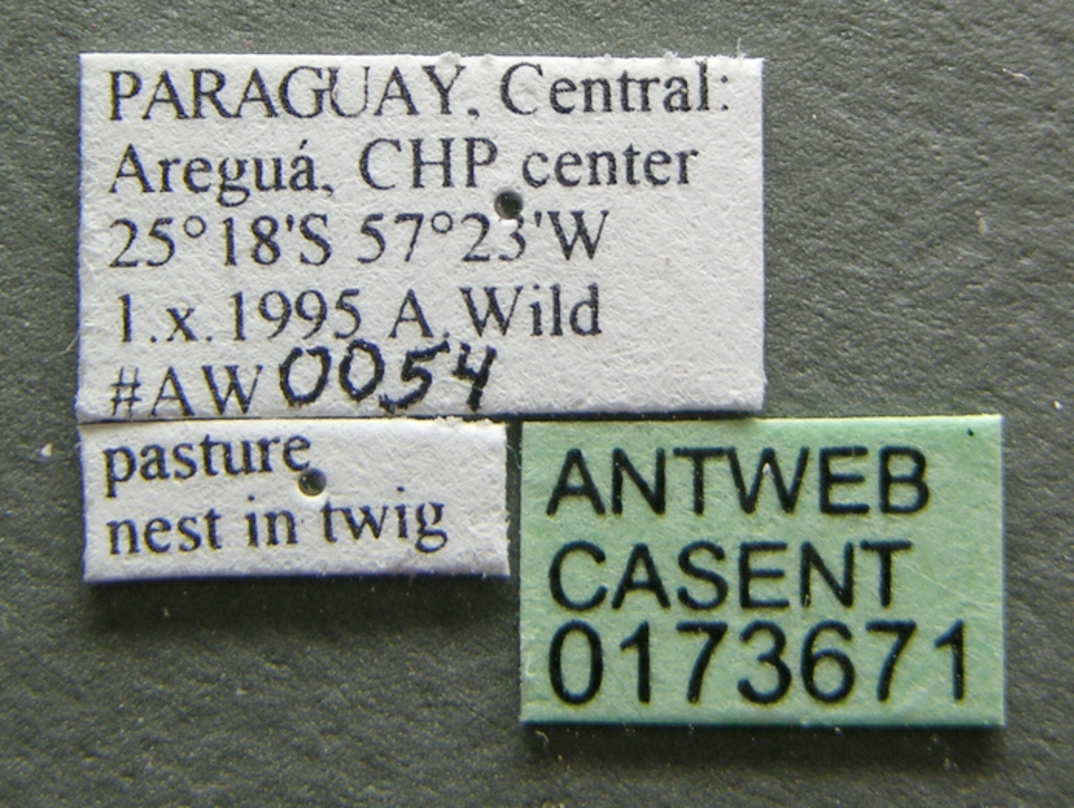
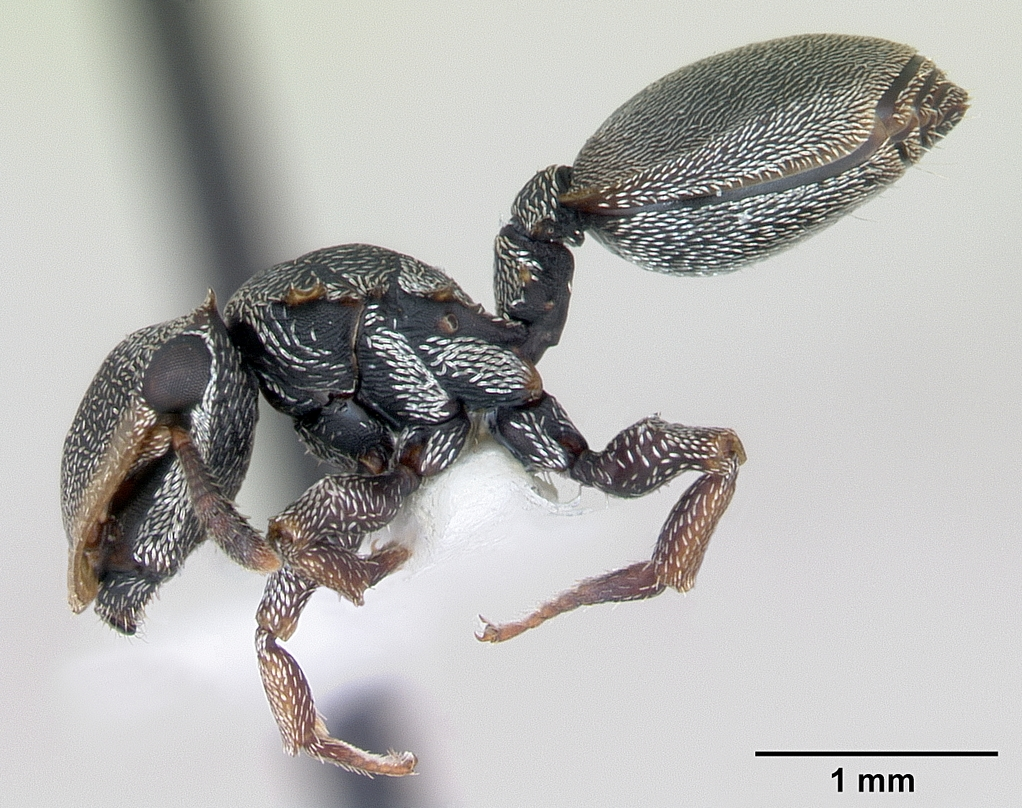
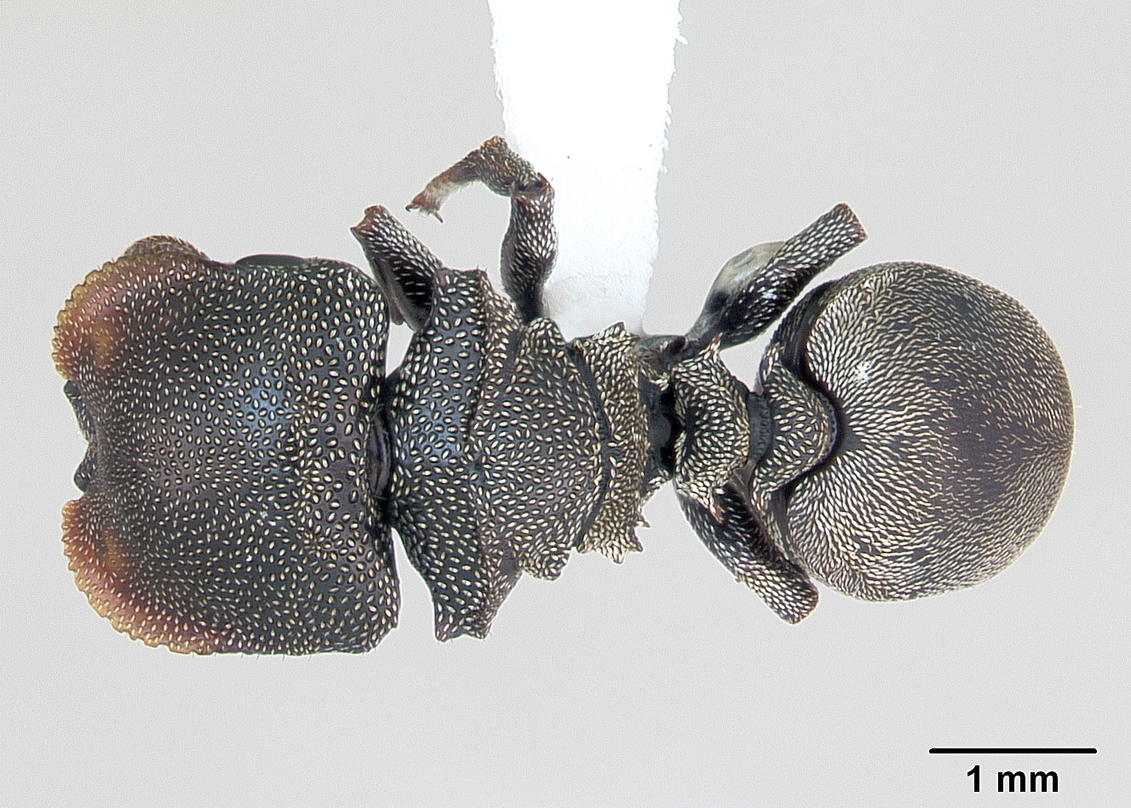
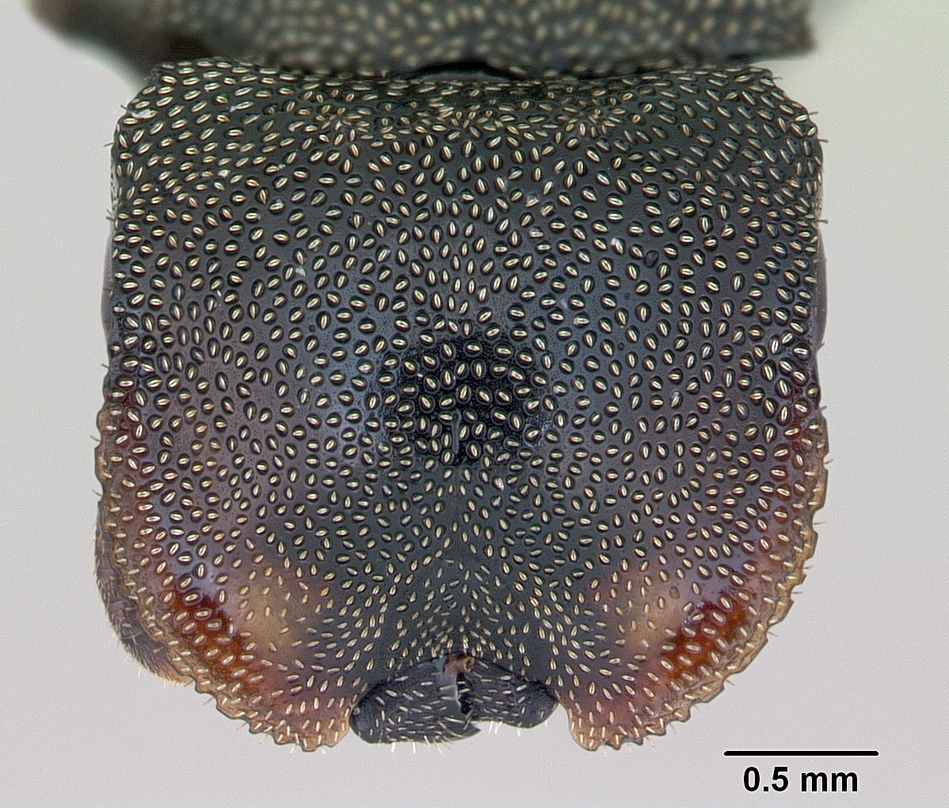